# 辞退条例
辞退条例（じたいじょうれい、英：Self-denying Ordinance）とは、清教徒革命（イングランド内戦）下のイングランドで1645年4月3日に長期議会で成立した法案。議員と軍事指揮官の兼任を禁止した内容で、軍の人事が刷新された。

## 経過
1644年7月2日のマーストン・ムーアの戦いで王党派に勝ったとはいえ、議会派の軍隊はまだ弱かった。それは各地域ごとにジェントリや貴族が自費で招集する寄せ集めの集団だったことが理由の1つだが、より深刻な問題はその上に立つ指揮官たちが無能で優柔不断だったことである。議会軍司令官はエセックス伯ロバート・デヴァルー、東部連合軍司令官はマンチェスター伯エドワード・モンタギューが就任していたが、ぐずぐずして好機を逃したり、勝手に本拠地へ戻ったりする問題行動が目立った。
マンチェスター伯の部下で東部連合軍副司令官・鉄騎隊隊長オリバー・クロムウェルはこれらの問題に憤慨、11月25日に軍事行動の報告を議会に求められるとそこでウィリアム・ウォラーと共に上司を非難、12月9日には抽象的な演説ながら、徹底抗戦をせず地元重視で国のことを考えない議員達への非難、彼等を排除した軍事改革の要求を訴えた。議会もこれに応じ10日後の19日に下院で辞退条例が提出・通過した。マンチェスター伯らが属する上院およびクロムウェルがいる独立派と対立する長老派は法案に反対・却下した。
そこで下院は1645年2月に新たな軍編成を定めた法案を提出、上院も認めたためニューモデル軍が誕生した。直後、下院は一部修正した上でもう1度辞退条例を提出・通過させ、上院は4月3日にこの法案も認めたため辞退条例も成立した。内容は上下両院議員は軍人の兼任を禁止、該当者は40日以内に辞任すべきということが明文化されたが、上院から「両院が適任と認めた者の再任を妨げないこと」の修正事項も加えられた。この法案成立でエセックス伯・マンチェスター伯は元よりウォラーとウォリック伯ロバート・リッチ・ファーディナンド・フェアファクス卿なども軍から排斥され、議会が招集・編成しローカリズムが否定され指揮系統の一元化も果たされたニューモデル軍に有能な士官が加わることになり、強化された議会軍は司令官になったフェアファクス卿の息子トーマス・フェアファクスの下で内戦を平定していくことになる。
なお、クロムウェルも軍人兼下院議員だったため4月19日に辞任したが、彼の才能を惜しんだ議会は例外として軍務期限を延長、フェアファクスら軍人達も彼の登板を望んだため6月13日にクロムウェルはニューモデル軍副司令官として軍務に復帰した。それはまさに王党派との決戦前日で、翌14日にネイズビーの戦いでフェアファクスとクロムウェルに率いられたニューモデル軍は国王軍と激突した。